# Hypocrisias
Hypocrisias é um gênero de traça pertencente à família Arctiidae.